# Ponte Metálica
A Ponte Metálica foi o Porto de Fortaleza até a década de 1950 e esta localiza-se ao final da Avenida Tamandaré.

## História

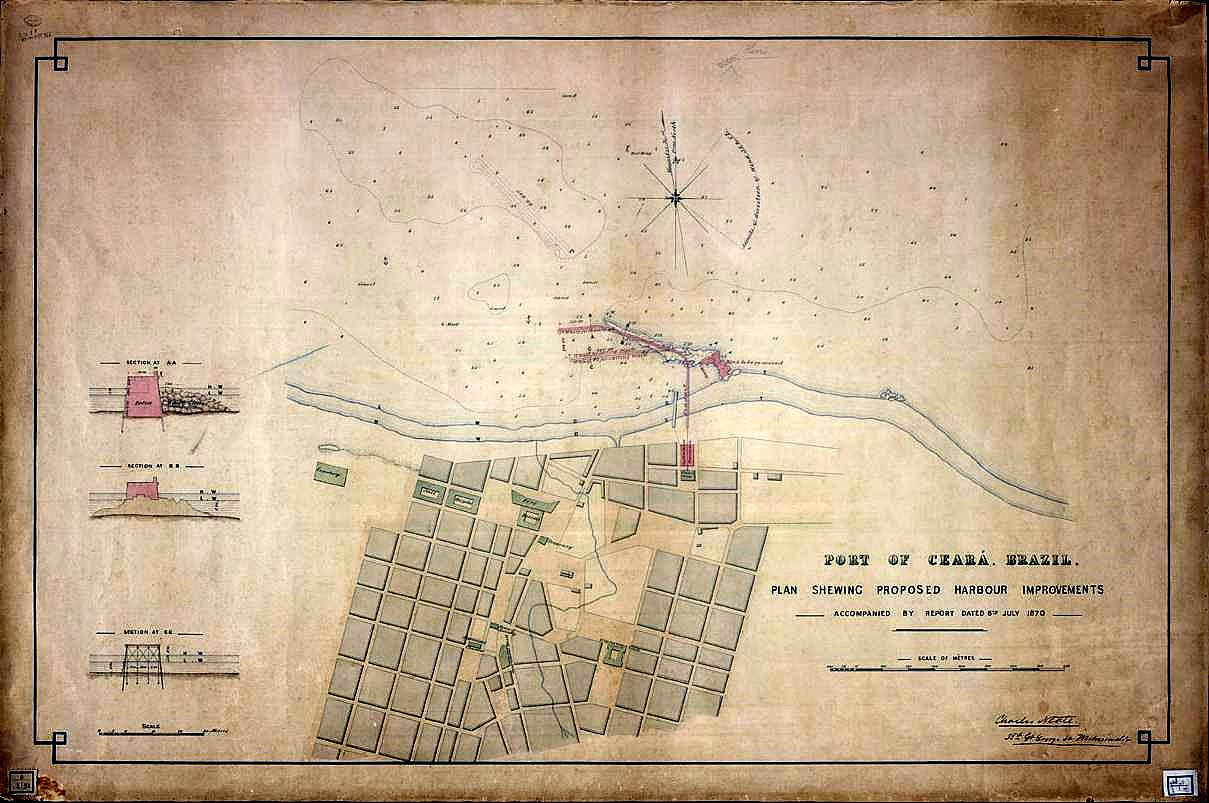
Planta de 1870 do projeto do Porto do Ceará

Localizada em Fortaleza, a ponte situa-se numa área na qual por diversas vezes existiu a construção de trapiches. O primeiro que se sabe foi um trapiche datado dezembro de 1804.
Depois foram construídos outros trapiches, dos quais o chamado trapiche do Ellery, construído pelo inglês Henry Ellery, provavelmente no ano de 1844 foi o mais famoso.
Em 21 de junho de 1857, foi concluído um terceiro trapiche, sendo seu construtor Fernando Hitzshky. este trapiche mediu 154 metros de comprimento por 17,60 metros de largura.
No século XIX, Fortaleza desenvolveu-se muito como cidade, e ainda ainda não possuía um porto para exportar produtos como algodão e café.
Isto impulsionou muitos estudos e projetos. O mais conhecido é de Charles Neate, datado de 1870, o qual incluía a construção de um quebra-mar, um canal, um porto, uma ponte de acesso ao litoral.
Em 1875, Sir John Hawkshaw, agilizou essa ideia e a construção de um quebra-mar de 670 metros de comprimento, no antigo porto, ligado ao litoral por uma ponte de acesso. Este ainda projetou a construção do Prédio da Alfândega de Fortaleza e armazéns de depósitos no ancoradouro (iniciados em 1833 e finalizados em 1891), bem como a ligação do porto com a Estação Central de Fortaleza,da Estrada de Ferro Baturité, e um canal de grande profundidade (o canal do Barreta).
Em 1883, a empresa inglesa "Ceara Harbour Corporation Limited" iniciou as construções da futura estrutura portuária de Fortaleza. Neles também estava incluído o prédio da Alfândega. Porém a construção do quebra-mar iniciou-se somente em 1887, devido às grandes dificuldades para obtenção da pedra necessária às obras e acumulo de areia causada pela ação dos ventos, na bacia abrigada pelo quebra-mar.
- Em 1897, essas obras foram suspensas, quando o quebra-mar já alcançava 432 metros. Devido ao fracasso do plano Hawkshaw, as condições de serviço de embarque e desembarque no antigo porto tornaram-se intoleráveis para os viajantes e para o comércio. Mas mesmo assim o café de Baturité continuou a ser exportado deste porto.

A estrutura da Ponte Metálica contava ainda com o Pavilhão Atlântico de Fortaleza, que era um prédio que servia de sala de espera e restaurante para os passageiros em trânsito ou que iriam embarcar.
Em 18 de dezembro de 1902, teve início a construção da Ponte Metálica, com estrutura de ferro e piso de madeira e havendo sido inaugurada a 26 de maio de 1906. A responsabilidade e direção  coube ao engenheiro Hildebrando Pompeu (cearense) e Robert Grow Bleasby (escocês).
Devido ao comprometimento da estrutura metálica a mesma foi reconstruída em concreto, pelo engenheiro Francisco Sabóia de Albuquerque, sendo reinaugurada no dia 24 de fevereiro de 1929, com o nome de 'Viaduto Moreira da Rocha. Isto em homenagem ao D. Moreira da Rocha, então Presidente do Ceará.
Em 1920 foi aprovado o famoso projeto de Lucas Bicalho, Inspetor Federal de Portos, Rios e Canais. Um plano de melhoramentos a estrutura portuária de Fortaleza, que jurou ser realizado, mas não finalizado. Este é a famosa Ponte dos Ingleses.
Entre 1943 e 1945 este foi o centro de transporte dos Soldados da Borracha para a Amazônia, atividade organizada pelo SEMTA.

## Porto do Mucuripe
Com a atragagem do navio Bahia em 1953, a Ponte Metálica deixar de ser o Porto de Fortaleza que foi transferido para a enseada do Mucuripe.

## INACE
Em 1969, a parte do antigo Porto de Fortaleza chamada Poço da Draga foi ocupada pela Indústria Naval do Ceará .

## Poço da Draga
A  parte onde ficavam os armazéns, trilhos de ferro e barris de combustíveis está agora ocupada e transformada em região de moradia, a chamada Comunidade Poço da Draga.